# Adenostoma
Adenostoma es un género de plantas fanerógamas  perteneciente a la familia de las rosáceas.
Adenostoma fasciculatum (comúnmente conocido como Chamise), y Adenostoma sparsifolium (caña roja),  ambos nativos de la costa de California y Baja California, mientras que A. fasciculatum  también es nativo de California de la Sierra Nevada.
Ambas especies se caracterizan por las hojas lineales o dispuestas alternativamente en grupos a lo largo de los tallos. Flores en forma de panículas, de color crema a blanco y, como en todos los miembros de la familia, son hipantios.

## Taxonomía
Adenostoma fue descrita por Hook. & Arn. y publicado en The Botany of Captain Beechey's Voyage 139, et 338. t. 30, 1832. Especie tipo: Adenostoma fasciculata Hook.& Arn.  La especie tipo es: Adenostoma fasciculatum Hook. & Arn. 
Etimología
Adenostoma: nombre genérico que deriva de las palabras griegas: adeno = "glándula", y estoma = "boca", en referencia a las 5 glándulas en la boca de los sépalos.
No confundir con el género Adenosma perteneciente a la familia Scrophulariaceae (cf. Adenostoma Blume: Flora, viii. 680. 1825. nomen.) [según IPNI].
Adenostoma spp.
Especies pertenecientes al género Adenostoma:
1. Adenostoma brevifolium Nutt. ex Torr. & Gray
2. Adenostoma californica Gand.
3. Adenostoma fasciculatum Hook. & Arn. 
  1. Adenostoma fasciculatum var. densifolium Eastw.
  2. Adenostoma fasciculatum var. hirsuta C.K.Schneid.
  3. Adenostoma fasciculatum var. prostratum Dunkle
  4. Adenostoma fasciculatum var. typica C.K.Schneid.
4. Adenostoma laxum Gand.
5. Adenostoma sparsifolium Torr.